# 歐陽翥
歐陽翥（1898年—1954年5月25日），字鐵翹，號天驕。生物學家，神經解剖學家，古典詩人，書法家。湖南望城（今長沙）人。

## 生平
歐陽翥1898年生於湖南望城一個書香家庭。童年時代跟從祖父歐陽笙樓、父歐陽鵬習四書五經與古文史。1919年考入南京高等師範學校（1921年改為國立東南大學），初讀國文，繼學教育學，後又轉攻心理學及動物學等學科，1924年畢業於東南大學生物學系，獲理學士學位。畢業後留校任助教，研究動物學。1927年曾於中國科學社生物研究所從事短期研究工作。1929年赴歐留學，先在法國巴黎大學研究神經解剖學，後入德國柏林大學攻讀動物學、神經解剖學和人類學，1933年獲博士學位。1932年至1934年間在柏林威廉皇家神經學研究所任研究助理。1934年秋回到中國，任国立中央大学生物學系教授，抗战時隨校遷渝，其間妻卒，後未再娶；1938年起長期擔任系主任，並曾擔任理學院代理院長、師範學院博物系系主任；1949年中央大學更名南京大學，仍任生物系教授兼系主任。1954年春患眼疾等症，並因和新政治社會不合，痛心學問後繼無人，5月25日夜投井自殺，時年56嵗。

## 事略
歐陽翥是一位科學家，也是一位國學家，像胡先驌一樣，被稱為少有的“橫跨人文藝術與科學兩個領域的大師級人物”。科學方面，他曾致力於生物學、人類學、神經學、解剖學、心理學等領域，曾任中國科學社、中國動物學會、中國人類學會、中國解剖學會、中國心理學會、中國民族學會等多種學會的理事，同時是國際人類學會、國際神經學會會員。藝術方面，他曾是享譽江南的書法家。在國學領域，他有不少研究成果。他一生創作了大量古典詩作。作品有《退思盦詩草》六卷、《退思盦文稿》兩卷、《退思盦詩抄》十三卷、《退思盦雜綴》三十六卷。
近代西方殖民國家人種論認為中國人大腦不如西方白種人，學者為此發生學術爭論，這是近現代科學史上的著名公案。歐陽翥便是這一公案中力駁此種論調的中國學者。1934年7月，歐陽翥回國前和中國學者吳定良出席在英國倫敦召開的第二屆國際人類學大會。會上，英國殖民主義學者Shellshear Joseph Lexden作〈中國人腦與澳洲人腦的比較〉的論文講演，宣稱「中国人脑有猴沟，曲如彎月，與猩猩相近，进化不如白人高等」。歐陽翥在會前已經在英、法、德、荷蘭等國搜集證據，在會上，根據搜集之材料力駁Shellshear的觀點，在科學的證據面前，許多與會專家認為此種黃種人腦比白種人腦低等的觀點站不住腳。這位來自中國的神經解剖學家自此聞名於世。回國後，欧阳翥在中大生物係繼續從事神經解剖學的研究，先後發表了〈人腦直回細胞之區分〉、〈人腦島回新特種細胞〉、〈關於形細胞之新發現〉、〈靈長類視覺皮層構造之變異〉等20餘篇論文，分別在國內以及德、英、美、法、瑞士等國發表。1936年，歐陽翥在德國發表〈人腦之種族問題〉（Uber Racsengehirne Zeitsch Ressen Kunde Bd.Ⅲ S, 26.1936）一文，從外形大小、重量到內部結構、顯微解剖等諸多方面，論證了黃種人和白種人的大腦並無顯著差異，雄辯地駁斥了西方種族主義學者詆毀黃種人腦結構和功能不如白種人的謬論，從而改變了部分西方人對中國人的歧視心理。在國內，他常做有關人腦的演講，普及科學知識，消除一些國人的民族自卑心理。